# Mike Nichols
Mike Nichols, pseudonimo di Michael Igor Peschkowsky (Berlino, 6 novembre 1931 – New York, 19 novembre 2014), è stato un regista, comico e produttore cinematografico tedesco naturalizzato statunitense.

## Biografia
Di origini ebraiche, era figlio di un intellettuale russo, Pavel Peschkowsky, che conosceva Vladimir Vladimirovič Nabokov e Boris Pasternak, e di Brigitte Landauer. Nel 1935, con la promulgazione delle leggi razziali, dalla Germania la famiglia emigrò a Chicago. Nel 1943 il padre morì di leucemia e il giovane Mike, rimasto orfano a dodici anni, svolse vari mestieri, finché si trasferì a New York, dove entrò all'Actors Studio. Durante gli anni cinquanta, con Elaine May e altri, formò un gruppo di cabaret e diresse commedie piene di critica e satira sociale a Broadway, tipici ingredienti di numerosi suoi film.
Approdò al cinema dirigendo il film Chi ha paura di Virginia Woolf? (1966), che valse l'Oscar alla miglior attrice a Elizabeth Taylor. Con il successivo film Il laureato (1967), che sbancò ai botteghini e consacrò Dustin Hoffman, Nichols vinse l'Oscar al miglior regista. Tre anni più tardi diresse l'antimilitarista Comma 22 (1970), avvalendosi della presenza di Orson Welles, Anthony Perkins e Martin Balsam. Seguì il film drammatico Conoscenza carnale (1971) con Jack Nicholson, con cui girerà ancora Due uomini e una dote (1974), Heartburn - Affari di cuore (1986) e Wolf - La belva è fuori (1994).
Nel 1984 diresse Silkwood con Meryl Streep nel ruolo di un'operaia che si batte per la salute dei propri colleghi all'interno di una fabbrica di combustibile nucleare. Un altro grande successo fu Cartoline dall'inferno (1990) in cui duettarono Meryl Streep e Shirley MacLaine, dopodiché Nichols lavorò con Harrison Ford in A proposito di Henry (1991), e con Robin Williams in Piume di struzzo (1996), remake de Il vizietto di Édouard Molinaro; riportò al successo la carriera di John Travolta, interprete di un presidente degli Stati Uniti d'America coinvolto in scandali sessuali con I colori della vittoria (1998), affiancato a Emma Thompson e Kathy Bates. I suoi ultimi film furono Closer (2004) e La guerra di Charlie Wilson (2007).
Apprezzato e prolifico regista e produttore teatrale, Nichols diresse oltre trenta allestimenti di opere di prosa e musical a Broadway, tra cui le prime di celebri commedie come A piedi nudi nel parco, La strana coppia e The Real Thing, oltre che acclamati revival di Le piccole volpi, Morte di un commesso viaggiatore, Zio Vanja e Tradimenti. La sua attività teatrale gli valse nove vittorie ai Tony Award: sei per la miglior regia di un'opera teatrale, uno alla miglior regia di un musical e due come produttore.
Morì a New York il 19 novembre 2014, all'età di 83 anni, a seguito di un infarto.

## Vita privata
Mike Nichols si sposò quattro volte: dapprima, con la cantante Patricia Scot, alla quale fu legato dal 1957 al 1960; poi, dal 1963 al 1974 fu sposato con Margot Callas, da cui ebbe una figlia, Daisy (1964); nel 1973 ebbe un altro figlio, Max, nato dalla relazione con la sceneggiatrice Annabel Davis-Goff, che sposò nel 1975 e da cui divorziò nel 1986 dopo aver avuto da lei un'altra figlia, Jenny (1977); infine, dal 1988 fino alla morte fu sposato con la giornalista Diane Sawyer.

## Filmografia

### Cinema
- Chi ha paura di Virginia Woolf? (Who's Afraid of Virginia Woolf?) (1966)
- Il laureato (The Graduate) (1967)
- Teach Me! – cortometraggio (1968)
- Comma 22 (Catch-22) (1970)
- Conoscenza carnale (Carnal Knowledge) (1971)
- Il giorno del delfino (The Day of the Dolphin) (1973)
- Due uomini e una dote (The Fortune) (1974)
- Gilda Live – documentario (1980)
- Silkwood (1983)
- Heartburn - Affari di cuore (Heartburn) (1986)
- Frenesie... militari (Biloxi Blues) (1987)
- Una donna in carriera (Working Girl) (1988)
- Cartoline dall'inferno (Postcards from the Edge) (1990)
- A proposito di Henry (Regarding Henry) (1991)
- Wolf - La belva è fuori (Wolf) (1994)
- Piume di struzzo (The Birdcage) (1996)
- I colori della vittoria (Primary Colors) (1998)
- Da che pianeta vieni? (What Planet Are You From?) (2000)
- Closer (2004)
- La guerra di Charlie Wilson (Charlie Wilson's War) (2007)

### Televisione
- La forza della mente (Wit) – film TV (2001)
- Angels in America – miniserie TV (2003)

## Teatro

### Regista
- An Evening With Mike Nichols and Elaine May, di Mike Nichols. John Golden Theatre di Broadway (1960)
- A piedi nudi nel parco, di Neil Simon. The Biltmore Theatre di Broadway (1963)
- Luv, di Murray Schisgal. Helen Haynes Theatre di Broadway (1964)
- La strana coppia, di Neil Simon. Plymouth Theatre di Broadway (1965)
- The Apple Tree, libretto di Jerome Coopersmith, testi di Sheldon Harnick e Jerry Bock. Shubert Theatre di Broadway (1966)
- Le piccole volpi, di Lillian Hellman. Ethel Barrymore Theatre di Broadway (1967)
- Plaza Suite, di Neil Simon. Plymouth Theatre di Broadway (1968)
- Prigioniero della seconda strada, di Neil Simon. Eugene O'Neill Theatre di Broadway (1971)
- Zio Vanja, di Anton Čechov. Circle in the Square Theatre di Broadway (1973)
- Streamers, di David Rabe. Mitzi E. Newhouse Theatre di Broadway (1976)
- Commedianti, di Trevor Griffiths. Music Box Theatre di Broadway (1976)
- Gin Game, di Donald L. Coburn. John Golden Theatre di Broadway (1977) e Lyric Theatre di Londra (1979)
- Billy Bishop Goes to War, di John MacLachlan Gray. Morosco Theatre di Broadway (1980)
- Lunch Hour, di John Mortimer. Ethel Barrymore Theatre di Broadway (1981)
- Fools, di Neil Simon. Eugene O'Neill Theatre di Broadway (1981)
- The Real Thing, di Tom Stoppard. Plymouth Theatre di Broadway (1984)
- Hurlyburly, di David Rabe. Ethel Barrymore Theatre di Broadway (1984)
- Social Security, di Andrew Bergman. Ethel Barrymore Theatre di Broadway (1986)
- Aspettando Godot, di Samuel Beckett. Lincoln Center di New York (1988)
- La morte e la fanciulla, di Ariel Dorfman. Brooks Atkinson Theatre di Broadway (1992)
- Il gabbiano, di Anton Čechov. The Public Theater dell'Off Broadway (2001)
- Monty Python's Spamalot, libretto di Eric Idle, colonna sonora di Idle e John Du Prez. Shubert Theatre di Broadway (2006) e Palace Theatre di Londra (2009)
- The Country Girl, di Clifford Odets. Bernard B. Jacobs Theatre di Broadway (2008)
- Morte di un commesso viaggiatore, di Arthur Miller. Ethel Barrymore Theatre di Broadway (2012)
- Tradimenti, di Harold Pinter. Ethel Barrymore Theatre di Broadway (2013)

### Produttore
- Annie, colonna sonora di Charles Strouse, libretto di Thomas Meehan, testi e regia di Martin Charni. Alvin Theatre di Broadway (1977)
- Billy Bishop Goes to War, di John Gray ed Eric Paterson. Morosco Theatre di Broadway (1980)
- Gin Game, di Donald L. Coburn. John Golden Theatre di Broadway (1977)
- Grown Ups, di Jules Feiffer. Lyceum Theatre di Broadway (1982)
- The Real Thing, di Tom Stoppard. Plymouth Theatre di Broadway (1984)
- Hurlyburly, di David Rabe. Ethel Barrymore Theatre di Broadway (1984)
- Whoopi Goldberg. Lyceum Theatre (1984)
- The Play What I Wrote, di Hamish McColl, Sean Foley ed Eddie Braben, regia di Kenneth Branagh. Lyceum Theatre di Broadway (2003)
- Whoopi, di Whoopi Goldberg. Lyceum Theatre di Broadway (2004)

## Riconoscimenti
- Premio Oscar
  - 1967 – Candidatura al miglior regista per Chi ha paura di Virginia Woolf?
  - 1968 – Miglior regista per Il laureato
  - 1984 – Candidatura al miglior regista per Silkwood
  - 1989 – Candidatura al miglior regista per Una donna in carriera
  - 1994 – Candidatura al miglior film per Quel che resta del giorno
- Golden Globe
  - 1967 – Candidatura al miglior regista per Chi ha paura di Virginia Woolf?
  - 1968 – Miglior regista per Il laureato
  - 1984 – Candidatura al miglior regista per Silkwood
  - 1989 – Candidatura al miglior regista per Una donna in carriera
  - 2005 – Candidatura al miglior regista per Closer
- Premio Emmy
  - 1977 – Candidatura alla miglior serie televisiva per In casa Lawrence
  - 2001 – Miglior film televisivo per La forza della mente
  - 2001 – Miglior regista di una miniserie o film televisivo per La forza della mente
  - 2001 – Candidatura alla miglior sceneggiatura di una miniserie o film televisivo per La forza della mente
  - 2004 – Miglior miniserie televisiva per Angels in America
  - 2004 – Miglior regista di una miniserie to film televisivo per Angels in America
- Grammy Award
  - 1961 – Miglior album commedia
- Tony Award
  - 1964 – Miglior regia di un'opera teatrale per A piedi nudi nel parco
  - 1965 – Miglior regia di un'opera teatrale per Luv e La strana coppia
  - 1967 – Candidatura alla miglior regia di un musical per The Apple Tree
  - 1968 – Miglior regia di un'opera teatrale per Plaza Suite
  - 1972 – Miglior regia di un'opera teatrale per Prigioniero della seconda strada
  - 1974 – Candidatura alla miglior regia di un'opera teatrale per Zio Vanja
  - 1977 – Miglior musical per Annie
  - 1977 – Candidatura alla miglior regia di un'opera teatrale per Comedians
  - 1977 – Candidatura alla miglior regia di un'opera teatrale per Streamers
  - 1978 – Candidatura alla miglior opera teatrale per Gin Game
  - 1978 – Candidatura alla miglior regia di un'opera teatrale per Gin Game
  - 1984 – Miglior regia di un'opera teatrale per The Real Thing
  - 2003 – Miglior evento speciale teatrale per The Play What I Wrote
  - 2005 – Miglior regia di un musical per Monty Python's Spamalot
  - 2005 – Miglior evento speciale teatrale per Whoopi the 25th Anniversary Show
  - 2005 – Miglior regia di un'opera teatrale per Morte di un commesso viaggiatore

### Record
- Nel 2001 vincendo l'Emmy, Mike Nichols diventa il nono artista ad aggiudicarsi l'EGOT, il "premio" che comprende coloro che hanno vinto tutti i quattro principali premi del mondo dello spettacolo (Oscar, Emmy, Tony Award e Grammy).
- Con 6 premi su 10 candidature, Nichols è il regista ad aver vinto più Tony Award alla miglior regia di un'opera teatrale.